# Акведук Кариока

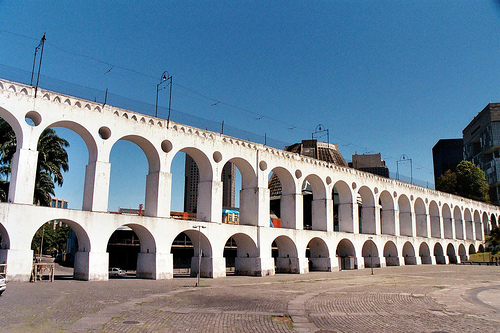
Акведук Кариока в центре Рио-де-Жанейро

Кариока (порт. Aqueduto da Carioca) — акведук в городе Рио-де-Жанейро, Бразилия, построенный в середине XVIII века, чтобы доставить воду из реки Кариока населению города. Это впечатляющий пример колониальной архитектуры и инженерии.
Акведук находится в центре города, в районе Лапа, бразильцы часто называют его Арки Лапа (Arcos da Lapa). С конца XIX века арки водопровода служат мостом для популярного трамвая Санта-Терезы, который соединяет центр города с районом Санта-Тереза.

## История

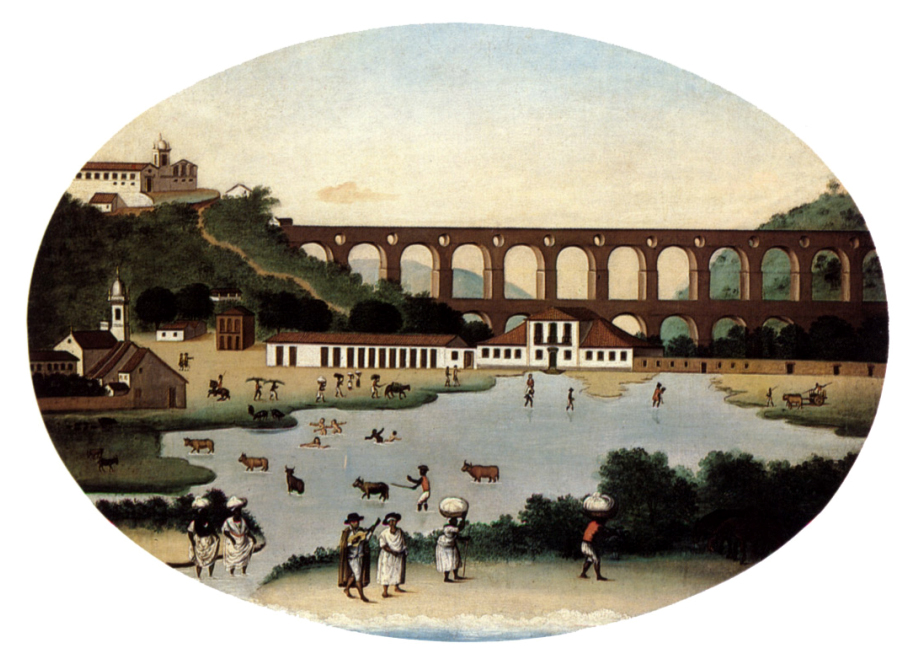
«Акведук Кариока» картина известного художника Леонардо Жоакима (1790 г.). Слева изображены холм и монастырь Святой Терезы. На переднем плане лагуна общественного парка (Passeio Público)

В ранней истории Рио-де-Жанейро центр города был окружен болотами и пресная вода вручную приносилась из ручьев, расположенных относительно далеко от города. Начиная с 1602 года планировалось построить канал для доставки воды из реки Кариока, протекающей по холму Санта-Тереза. Колониальными властями предпринимались попытки построить водовод, но строительству всегда препятствовали технические и финансовые трудности. К концу 17-го века были завершены всего несколько сот метров канала.
После 1706 года строительство водопровода получило новый импульс со стороны властей. Во время правления губернатора Айреса де Салданья (1719—1725) было принято решение о том, чтобы канал, который в то время достигал Campo da Ajuda (современная площадь Кинеландия), должен быть продолжен до площади Санту-Антониу (современная Largo da Carioca), расположенной ближе к центру города. Строительство первого водопровода было завершено в 1723 году, и чистая вода поступала прямо в фонтан,построенный на площади Санту-Антониу, что значительно облегчило жизнь жителей Рио-де-Жанейро.
В 1744 году данный водопровод уже был в плохом состоянии. Губернатор Гомес Фрейре де Андраде (1733—1763) приказал построить новый, больший по размерам, акведук. Работы были поручены португальскому военному инженеру Хосе Фернандес Пинто Алпоиму, который был вдохновлен подобными сооружениями в Португалии, такими как Акведук Свободных Вод в Лиссабоне. Новый акведук был открыт в 1750 году.

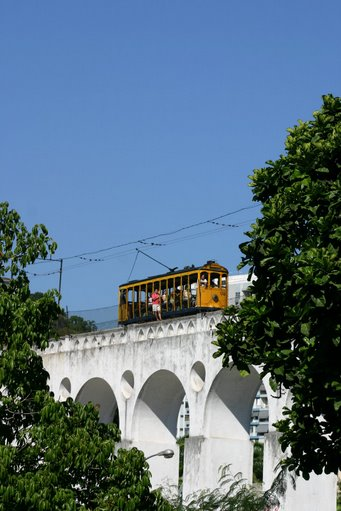
Трамвай Святой Терезы проезжает по арке акведука.

Наиболее впечатляющая часть акведука соединяет холмы Санта-Тереза и Санто-Антонио в современном районе Лапа. Этот сегмент водопровода длиной 270 метров состоит из 42 арок, расположенных в два этажа, с максимальной высотой 17,6 метра.
В колониальные времена вода из Акведука Кариока доставлялась в несколько фонтанов, разбросанных по всему Рио-де-Жанейро, в том числе на площадях Санту-Антониу, Ажуда (ныне Кинеландия) и Terreiro do Paço (ныне Praça XV). В конце XVIII века воды из реки Кариока стало недостаточно и к акведуку была подведена вода из других источников.

## Трамвай
Акведук закрыли в конце XIX века, когда были разработаны новые альтернативные пути подачи воды в Рио. В 1896 году арки переоборудовали в мост для трамвая — Bondinho de Santa Teresa (Трамвай Санта-Терезы) — который перевозил пассажиров между центром Рио и холмистым районом Санта Тереза. Сегодня это живописный маршрут пользующийся популярностью среди местных жителей и туристов. Это единственный трамвайный маршрут все еще функционирующий в Рио-де-Жанейро.
В 1960-х годах несколько домов, расположенных рядом с акведуком, были снесены для улучшения обзора памятника.
Движение трамвая было закрыто в 2011 году после крушения, приведшего к жертвам (пять человек погибло). Но в связи с Чемпионатом мира по футболу (2014) и Олимпиадой (2016) было принято решение о восстановлении движения трамваев с учётом ужесточения требований по безопасности движения. Движение планируют восстановить поэтапно, в течение 2014—2015 годов.

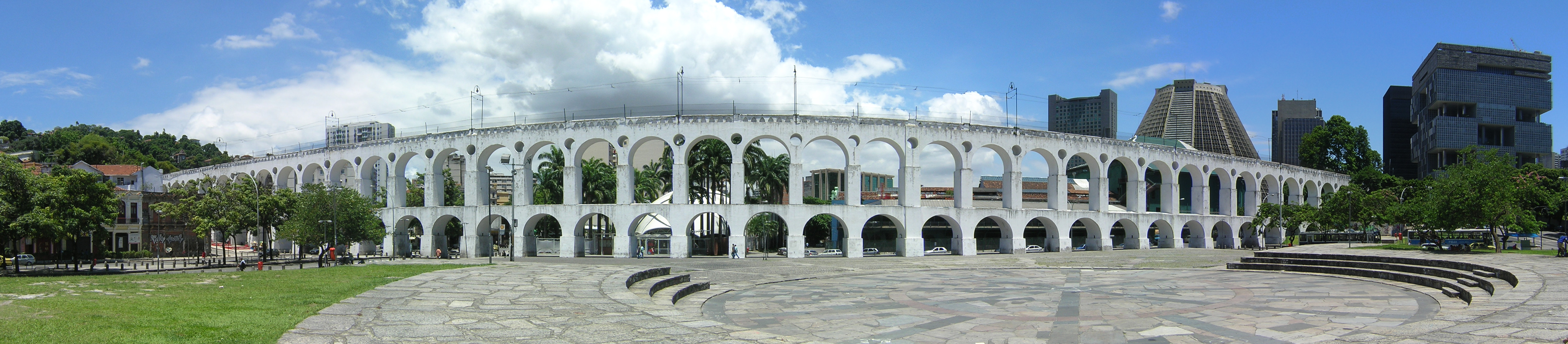
Панорама Акведука